# 1861 (число)
1861 (хиляда осемстотин шестдесет и едно) е просто, естествено, цяло число, следващо 1860 и предхождащо 1862.
Хиляда осемстотин шестдесет и едно с арабски цифри се записва „1861“, а с римски цифри – „MDCCCLXI“. Числото 1861 е съставено от четири цифри - 1(едно), 8(осем), 6(шест), 1(едно) в този ред.

## Общи сведения
- 1861 е нечетно число.
- 1861 е година от Новата ера.